# José María Carrasco
José María Carrasco Sanguino, noto semplicemente come José María Carrasco (16 agosto 1997), è un calciatore boliviano, difensore del Real Tomayapo.

## Caratteristiche tecniche
È un Difensore.

## Carriera

### Club
Ha giocato nella prima divisione boliviana, in quella ecuadoriana ed in quella cilena.

### Nazionale
Con la nazionale Under-20 boliviana ha preso parte al campionato sudamericano Under-20 2017 disputando quattro incontri.

## Palmarès

### Club

#### Competizioni nazionali
- Campionato ecuadoriano: 1

Independiente del Valle: 2021